# Abdallah El Akal
Abdallah El Akal (en arabe : عبدالله العقل, en hébreu, en hébreu : עבדאללה אל עקל ; autre orthographe : Abdallah El-Ackel), né le 13 juin 1998  en Israël, est un acteur arabe israélien de cinéma et de télévision. Il vit à Tel Aviv.

## Biographie
Abdallah El Akal a été remarqué dans le rôle de Fahed, le jeune héros de Zaytoun.

## Filmographie
Cinéma
- 2007 : Strangers de Guy Nativ et Erez Tadmor : Rashid Sweid
- 2008 : 4 Kilometers (court métrage) de Miri Shapiro : Abd El Karim
- 2009 : Lebanon de Samuel Maoz : Garçon libanais
- 2010 : Miral de Julian Schnabel : Garçon de Deir Yassin (comme Abdallah El-Ackel)
- 2010 : Od ani holeh (Je suis encore malade) de Yaky Yosha : L’enfant
- 2011 : A Soldier and a Boy d’Eran Riklis (court métrage) : Le garçon
- 2011 : Checkpoint de Ruben Amar (court métrage) : Suleiman
- 2011 : David & Kamal de Kikuo Kawasaki : Kamal
- 2012 : Une bouteille à la mer de Thierry Binisti : Daoud
- 2012 : Rock the Casbah de Yariv Horowitz
- 2012 : The Dealers d’Oded Davidoff
- 2013 : L'attentat de Ziad Doueiri
- 2013 : Zaytoun d’Eran Riklis : Fahed

Télévision
- 2006 : Djihad! (téléfilm) : Un enfant
- 2009 : Hatufim (série télévisée), épisode Ve'Sahvu Mitsraim : Ismail
- 2010 : Half a Ton of Bronze de Yiftach Chozev (téléfilm)

## Distinctions
- Prix du Meilleur acteur pour le rôle de Kamal dans David & Kamal au Festival International du Film de Brașov 2012 en Roumanie.